# ボグリボース
ボグリボース（Voglibose）は、糖尿病患者の食後の血糖値レベルを下げるために用いられるα-グルコシダーゼ阻害剤である。ボグリボースは、腸でのグルコースの吸収を遅らせるので、結果的に大血管合併症のリスクを下げる。商品名はベイスン。武田薬品工業が開発した。

## 効能・効果
- 糖尿病の食後過血糖の改善[1]
- 耐糖能異常における2型糖尿病の発症抑制（錠0.2のみ）

## 作用機序
食後高血糖症は、主に食事後の追加インスリン分泌が不充分であるために起こる。ボグリボースは、腸で二糖類を単糖に分解するα-グリコシダーゼを競合拮抗的に阻害するため、グルコースの生成、吸収を遅らせ、食後にグルコース血中濃度が急上昇するのを防ぐ。その結果、糖毒性が予防され、糖尿病合併症を防ぐことに繋がる。

## 体内動態
腸内のみで作用し、通常の用量では血中に現れない。
血中に移行した場合は、乳汁ならびに胎児（妊婦の場合）に移行する。

## 副作用
添付文書に重大な副作用として記載されているものは、低血糖（0.1～5%）、腸閉塞、劇症肝炎、重篤な肝機能障害、黄疸（いずれも0.1%未満）、高アンモニア血症増悪（重篤な肝硬変例に投与した場合）、意識障害である。（頻度未記載は頻度不明）
そのほか、5%以上に下痢、放屁、腹部膨満が発現するが、服用を継続すると徐々に改善する。
α-グリコシダーゼ阻害剤には、アカルボース、ミグリトール、ボグリボースの3つの薬品があり、ボグリボースが最も新しい。副作用の面では、ボグリボースはアカルボースとミグリトールに優っている。